# BRS3
BRS3 (англ. Bombesin receptor subtype 3) – білок, який кодується однойменним геном, розташованим у людей на X-хромосомі. Довжина поліпептидного ланцюга білка становить 399 амінокислот, а молекулярна маса — 44 411.
| 10         |  | 20         |  | 30         |  | 40         |  | 50         |
| ---------- |  | ---------- |  | ---------- |  | ---------- |  | ---------- |
| MAQRQPHSPN |  | QTLISITNDT |  | ESSSSVVSND |  | NTNKGWSGDN |  | SPGIEALCAI |
| YITYAVIISV |  | GILGNAILIK |  | VFFKTKSMQT |  | VPNIFITSLA |  | FGDLLLLLTC |
| VPVDATHYLA |  | EGWLFGRIGC |  | KVLSFIRLTS |  | VGVSVFTLTI |  | LSADRYKAVV |
| KPLERQPSNA |  | ILKTCVKAGC |  | VWIVSMIFAL |  | PEAIFSNVYT |  | FRDPNKNMTF |
| ESCTSYPVSK |  | KLLQEIHSLL |  | CFLVFYIIPL |  | SIISVYYSLI |  | ARTLYKSTLN |
| IPTEEQSHAR |  | KQIESRKRIA |  | RTVLVLVALF |  | ALCWLPNHLL |  | YLYHSFTSQT |
| YVDPSAMHFI |  | FTIFSRVLAF |  | SNSCVNPFAL |  | YWLSKSFQKH |  | FKAQLFCCKA |
| ERPEPPVADT |  | SLTTLAVMGT |  | VPGTGSIQMS |  | EISVTSFTGC |  | SVKQAEDRF  |

A: Аланін

C: Цистеїн

D: Аспарагінова кислота

E: Глутамінова кислота

F: Фенілаланін

G: Гліцин

H: Гістидин

I: Ізолейцин

K: Лізин

L: Лейцин

M: Метіонін

N: Аспарагін

P: Пролін

Q: Глутамін

R: Аргінін

S: Серин

T: Треонін

V: Валін

W: Триптофан

Кодований геном білок за функціями належить до рецепторів, g-білокспряжених рецепторів, білків внутрішньоклітинного сигналінгу. 
Локалізований у клітинній мембрані, мембрані.